# Bulbophyllum cocoinum
Bulbophyllum cocoinum är en orkidéart som beskrevs av James Bateman och John Lindley. Bulbophyllum cocoinum ingår i släktet Bulbophyllum och familjen orkidéer. Inga underarter finns listade i Catalogue of Life.